# 愛爾蘭手語

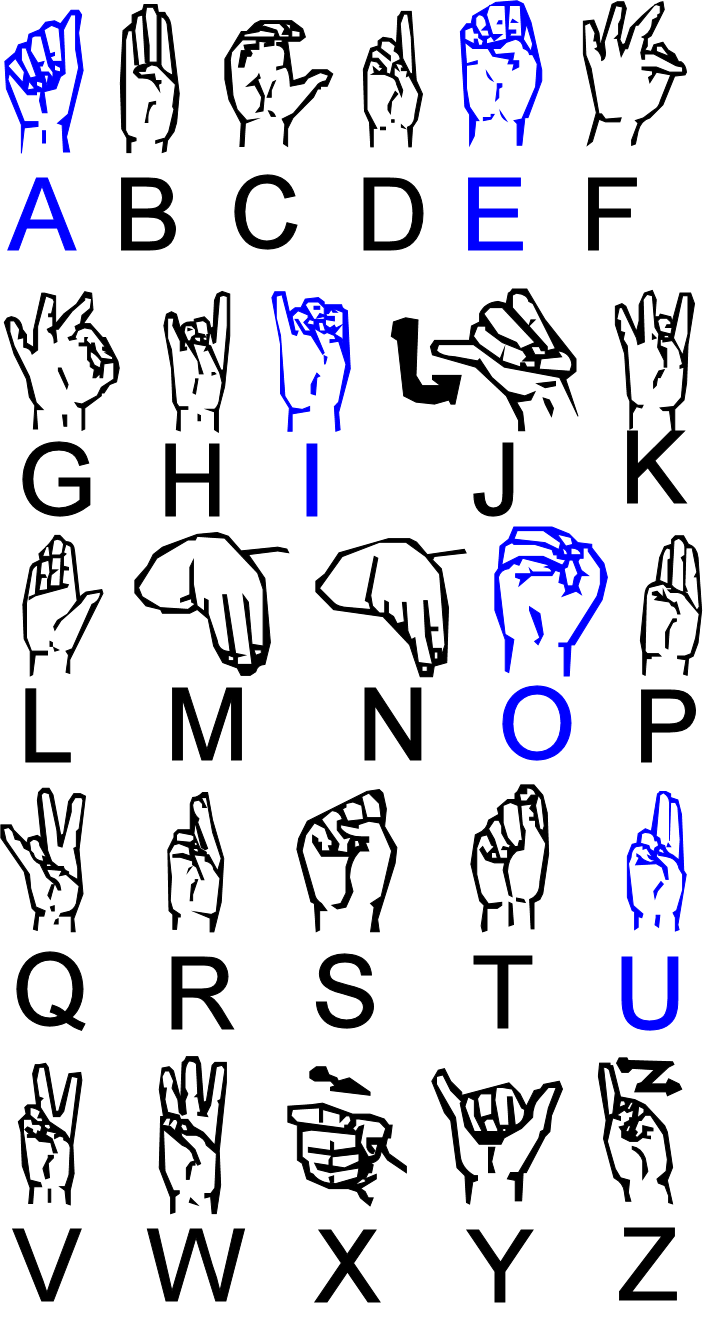
愛爾蘭手語字母表

愛爾蘭手語（英語：Irish Sign Language）是一門主要在愛爾蘭共和國使用的手語，不過在愛爾蘭也有人使用與愛爾蘭手語非常不同的英國手語。相較英國手語來說，愛爾蘭手語更加貼近法國手語。愛爾蘭手語與英語和愛爾蘭語的關係都不大。
愛爾蘭聾人社會認為愛爾蘭手語是愛爾蘭聾人們自己發明出來的，並且存在了數百年。但是根據民族語的調查，愛爾蘭手語的現代形式出現於1846年和1849年的女子和男子學校。而在這之前的1816年英國手語就已近引入愛爾蘭並由查理斯·歐本使用於學校中了。愛爾蘭羅馬天主教的男女分隔式教學導致愛爾蘭手語分成男女兩個體系，至今這種區別還很明顯。

## 外部連結
- Irish Deaf Society （页面存档备份，存于）
- Centre for Deaf Studies, TCD （页面存档备份，存于）